# 章士雅
章士雅（？—1606年），字循之，號陽泉，直隶苏州府吴县（今江苏苏州市）籍常熟县人，明朝政治人物。甲寅（官年）七月生。

## 生平
萬曆七年（1579年）己卯科應天府鄉試舉人，十七年（1589年）己丑科三甲二百四十八名进士，工部觀政，萬曆十八年（1590年）十月授官浙江嘉善县知县。萬曆二十五年（1597年）同考浙江鄉試，选冯盛典、庄则孝、沈万钶中举，堪称得人。后来三人皆中进士。同年升刑部主事，二十六年改南工部主事，差芜湖抽分，改補北工部，三十四年丙午卒于任上。

## 家族
曾祖章廣。祖父章列宿，贈大理寺評事。父章美中，嘉靖丁未進士，官四川副使。